# Supercoppa di Cipro 2021
La Supercoppa di Cipro 2021 è stata la 52ª edizione della competizione che si è svolta il 13 luglio 2021 allo Stadio Neo GSP di Nicosia tra l'Omonia, vincitrice della A' Katīgoria 2020-2021 e l'Anorthōsis, vincitore della coppa nazionale. L'Omonia ha vinto il trofeo per la diciassettesima volta nella sua storia.

## Tabellino
| Arbitro: | Timotheos Christofi |

|                                           |                      |                                            |
| Šćepović 13’                              | Marcatori            | 43’ Chrysostomou                           |
| Gómez Šćepović Bauthéac Lecjaks Kakoullīs | Tiri di rigore 3 – 2 | Kaltsas Hušbauer Avraam Christofī Lafferty |